# وادي شعب بكاء
وادي شعب بكاء هو واد في تهامة بلاد بلقرن في العرضيات من روافد وادي نعمة، وعليه عدد من البيوت لقبيلة عمارة بلقرن.